# Estació de trens de Bascharage-Sanem
L'Estació de trens de Bascharage-Sanem (en luxemburguès: Gare Nidderkäerjéng-Suessem; en francès: Gare de Bascharage-Sanem, en alemany: Bahnhof Niederkerschen-Sassenheim) és una estació de trens que es troba a Bascharage al sud-oest de Luxemburg. La companyia estatal propietària és Chemins de Fer Luxembourgeois. L'estació està situada en el ramal ferroviari de la línia 70 CFL, que connecta la ciutat de Luxemburg amb el sud-oest del país.

## Servei
Bascharage-Sanem rep els serveis ferroviaris pels trens de Regional Express (RE) i Regionalbahn (RB) amb relació a la línia 70 CFL entre Ciutat de Luxemburg i Rodange o Athus, o Longwy.